# Masha Shubina
Masha Shubina (ukrainisch Маша Шубіна; * 20. November 1979 in Kiew, Ukrainische SSR) ist eine ukrainische Künstlerin mit traditioneller Malerei und Multimediaprojekten. Sie lebt und arbeitet in Berlin, Deutschland und Kiew, Ukraine.

## Ausbildung
- 2002: Studium am Moskauer Architektur-Institut, Russland
- 1997–2003: Studium an der Nationalen Akademie der Bildenden Künste und Architektur, Kiew
- 1992–1996: Besuch der Kunstschule Kiew, Ukraine

## Arbeiten
Ihre aktuellen Arbeiten umfassen die schon seit geraumer Zeit fest etablierten und dennoch zum größten Teil unbewussten und unbemerkten Strukturen einer weltweiten zwischenmenschlichen Kommunikation, getragen von den neuesten Multimedialen Errungenschaften. Ihr Arbeits- und Kommunikationsmedium ist dabei das Internet selbst, welches für sie die ideale Verlinkung der traditionellen Malerei und neuester medialer Technik ermöglicht. Hier ist es ihr Vorhaben eine JPG-Datei in die Wirkungsweise eines Gemäldes, und ein Gemälde wiederum in die Eigenschaften einer JPG-Datei zu wandeln. In ihrem Projekt stellt sie autobiographische Informationen auf sog. Dating-Sites im Internet weltweit zur Verfügung – in Tokio, New York, Berlin – unter Hinzunahme eigener Porträt-Malereien. Die Kommunikation mit den Besuchern, bzw. Betrachtern dieser Seiten und Profile ist für das Gesamtkonzept der Arbeiten mindestens ebenso entscheidend wie die Thematik des Malens/der Multimedia selbst. Hier findet sie die Möglichkeit ihre Kunst weltweit auch in den entlegensten Winkeln zu präsentieren und zur Diskussion zu stellen, und eine stets hervorbringende Quelle für neue Ideen und Themen künftiger Ausstellungen und Arbeiten. Die autobiographischen Information werden ständig, den aktuellen Lebensumständen entsprechend, aktualisiert durch Details und Porträts. Hier findet die eigentliche Verschmelzung der verschiedenen Medien – Malerei und Multimedia – in einen modern verschlüsselten Narzissmus statt.

## Ausstellungen
- 2007: Fine Art Gallery, Moskau, Russland, Vertical Garisonts
- 2006: Bereznitsky Gallery (L-art Gallery), Kiew Ukraine
- 2006: Matthew Bown Gallery, London, UK, My Dear Curator
- 2005: Bereznitsky Gallery (L-art Gallery), Home Work

## Gruppenausstellungen
- 2007: CAN, Moskau, Russland, Artist Daily
- PinchukArtCenter, Kiew, Ukraine, Generation UsA
- Bereznitsky Gallery, (L-art Gallery), Kiew, Ukraine, Weekend
- 2006: FineArt Gallery, Moskau, Russland, Hot Summer